# Serlingpa
| Tibetische Bezeichnung                |
| ------------------------------------- |
| Tibetische Schrift: གསེར་གླིང་པ          |
| Wylie-Transliteration: gser gling pa  |
| Chinesische Bezeichnung               |
| Vereinfacht: 法稱; 金洲法稱; 金州大師 |

Serlingpa (tib.: gser gling pa) bzw. Dharmakirti oder Dharmarakshita war ein buddhistischer religiöser Meister des 10. Jahrhunderts, der in Srivijaya (heute Palembang) im Süden der indonesischen Insel Sumatra lebte. Er war der wichtigste von Atishas Lehrern, der zwölf Jahre lang bei ihm geblieben sein und Belehrungen über Lojong (tib. blo sbyong; „Geistestraining“) erhalten haben soll.
Er verfasste einen wichtigen Text des Mahayana-Lojong, Das Rad scharfer Waffen (blo sbyong mtshon cha 'khor lo). Serlingpa war der wichtigste der drei Meister von Atisha (Dharmarakshita, Dharmakirti und Maitriyogi), der eine grundlegende Rolle bei der Wiederherstellung des Buddhismus in Tibet spielte und das erste Werk verfasste, in dem Lamrim dargelegt wurde. Er gilt als das erste Glied in der Reinkarnationslinie von Dagpo Rinpoche.
Ein deutschsprachiger Auswahlband von Karma Sönam Lhundrup mit Lojong-Texten, der nach dem Kommentar von Jamgön Kongtrül Lodrö Thaye Der Große Weg des Erwachens betitelt wurde, enthält neben dem zentralen Text weitere Texte unter anderem von Atisha, Serlingpa, Macig Labdrön, Langri Thangpa, Thogme Sangpo und Lama Gendün Rinpoche (1918–1997).
Serlingpa ist nicht zu verwechseln mit dem buddhistischen Philosophen und Logiker Dharmakirti, der im 7. Jahrhundert in Indien lebte.